# 조성빈 (축구 선수)
조성빈(한국 한자: 造盛濱, 2001년 1월 5일 ~ ) 대한민국의 축구 선수로, 포지션은 골키퍼이다. 현재 제주 SK FC 소속이다.